# Scleroglossa
Scleroglossa là một nhánh (hay nhóm tiến hóa) của thằn lằn, bao gồm tắc kè, các dạng thằn lằn lưỡi tự do (Autarchoglossa) như: thằn lằn bóng (Scincomorpha); thằn lằn rắn (Anguimorpha); kỳ đà (Varanidae), và thằn lằn giun (Amphisbaenia).

## Từ nguyên
Tên gọi Scleroglossa có nguồn gốc từ tiếng Hy Lạp skleros nghĩa là "cứng" và glossa nghĩa là "lưỡi".

## Đặc điểm
Scleroglossa được hỗ trợ trong các phân tích phát sinh chủng loài sử dụng các đặc trưng hình thái là các đặc trưng nhìn thấy được về giải phẫu. Theo phần lớn các phân tích hình thái này thì Scleroglossa là nhóm có quan hệ chị em với Iguania,[a] nhóm bao gồm các dạng kỳ nhông, tắc kè hoa, nhông và thằn lằn Tân thế giới. Cùng nhau, Scleroglossa và Iguania tạo thành nhóm chỏm cây của Squamata, đơn vị phân loại nhỏ nhất bao gồm toàn bộ các loài thằn lằn và rắn còn sinh tồn.
Sự chia tách Scleroglossa với Iguania có thể dựa trên cơ sở các đặc trưng của lưỡi; với các dạng nhông/kỳ nhông/tắc kè hoa có lưỡi nhiều cơ thịt và sử dụng khả năng cầm nắm của lưỡi để bắt mồi, trong khi các loài Scleroglossa lại có lưỡi cứng và sử dụng khả năng nắm giữ của răng và quai hàm để bắt mồi, chỉ sử dụng lưỡi cho hoạt động cảm thụ hóa chất.

## Tính hợp lệ của phân loại
Tuy nhiên, các phân tích phát sinh chủng loài trên cơ sở các dữ liệu phân tử (như trình tự DNA) lại cho thấy Iguania lồng sâu cùng Serpentes (rắn) và Anguimorpha (thằn lằn rắn) trong phạm vi bộ Squamata. Như thế, theo phát sinh chủng loài phân tử thì Scleroglossa không là kiểu gộp nhóm hợp lệ. Một nhánh mới gọi là Bifurcata (lưỡi chẻ đôi) đã từng được đề xuất để bao gồm Iguania như là nhóm chị em với Anguimorpha